# Srčani vrh
Srčani vrh (lat. ictus cordis) ili udar srčanog vrha,  je mehanički fenomen koji nastaje naglom promenom položaja leve srčane komore u ranoj sistoli, kada se srce rotira prema desno i nagore i dodiruje zid grudnog koša. On se otkriva pri palpaciji grudnog koša. Tokom pregleda treba odrediti njegovu lokalizaciju, dijametar, amplitudu i trajanje. Nakon fizikalnog pregleda, određena lokacija udara srčanog vrha, zajedno sa morfološkim tipom pacijenta, daje informacije o pozicioniranju srca i/ili prisustvu povećanog srčanog volumena, čije uzroke treba dalje istražiti.

## Opšte informacije
Vrh srca je normalno pokriven plućima i nalazi se oko 0,5 cm levo od mesta maksimalnog udara srca. Iako se ovaj fenomen uobičajeno naziva udarom srčanog vrha, on zapravo ne nastaje udarom srčanog vrha nego dela leve komore koji je veoma blizu vrha srca.
Lokalizacija
Lokalizacija udara srca je promenljiva u zavisnosti od položaja tela. Normalno se nalazi u petom levom međurebarnom prostoru, jedan santimetar medijalno od medioklavikularne linije.
Kod mršavih osoba vrh srca se može i videti na površini grudnog kođa, i on je obično pomeren udesno, dok je kod gojaznih i trudnica najčešće pomeren ulevo i teško ga je ili nemoguće odrediti.
Dijametar
Dijametar udara srca je obično manji od 2,5 cm u ležećem položaju (veličina jagodice prsta) i palpira se uvek u samo jednom međurebarnom prostoru.
Amplituda
Amplituda vrha srca je obično mala i oseća se kao lagani udar, i zavisi od:
- stanja zida grudnog koša,
- položaja srca u grudnom košu,
- načina rada srca.

Veća amplituda ili hiperkinetički udar  može da se oseti kod zdravih mladih osoba, naročito pri naprezanju i uzbuđenju, ali i kod nekih patoloških stanja (najčešće povezanih sa srčanom slabošću). 
Trajanje
Trajanje udara vrha srca je kod zdravih osoba manje od dve trećine sistole.

## Određivanje
Udar srčanog vrha može se odrediti istovremenom auskultacijom srčanih tonova i palpacijom udara srca.
Palpacija
Palpacija udara srca se načelno izvodi u ležećem ili sedećem položaju ispitanika. Ispitivač prilazi ispitaniku sa njegove desne strane i na predsrčani predeo grudnog koša postavlja šaku tako da ona celom širinom naleže na kožu grudnog koša. Kada se šakom odredi lokalizacija vrha srca taj predeo se dalje palpira vrhovima prstiju.
Tokom palpacije pacijentu treba odrediti lokalizaciju, dijametar, amplitudu i trajanje udara vrha srca.

## Spoljašnje veze
|  | Molimo Vas, obratite pažnju na važno upozorenje u vezi sa temama iz oblasti medicine (zdravlja). |